# فیلکه
فیلکه (به اچمی: فیلچه | به عربی: فیلکا | به انگلیسی: Failaka) یکی از جزیره‌های خلیج فارس متعلق به کشور کویت است. این جزیره در ۲۰ کیلومتری کرانه‌های کویت قرار دارد و یکی از بزرگترین جزیره این کشور است. این جزیره دارای ذخایر نفت است.
جزیره کوچک عوهه در خاور فیلکه قرار گرفته است. ساکنان بومی این دو جزیره اچم ها (خودمونی ها) هستند و به زبان اچمی (خودمونی) سخن میگویند. دین آنها اسلام است و از مذهب اهل سنت و جماعت و فقه شافعی هستند. مسجدی به نام امام شافعی (رض) نیز در این جزیره هست. به باور تاریخ‌نویسان غربی، جزیرهٔ فیلکه در زمان تازش اسکندر مقدونی به تصرف یونانیان درآمده و ایشان آن را ایکاروس نامیده‌بودند.               